# Thagria dorothyae
Thagria dorothyae är en insektsart som beskrevs av Nielson 1977. Thagria dorothyae ingår i släktet Thagria och familjen dvärgstritar. Inga underarter finns listade i Catalogue of Life.